# 全民国防 (杂志)
《全民国防杂志》（QPTD）由越南人民军总政治局发行，是越南共产党中央军委、越南国防部的机关刊物，创刊于1948年4月1日。《全民国防》主要刊行国内外军事、国防领域的相关情报，宣传中央军委、国防部的军事政治理论，与《人民军队》并列为越南军方的一报一刊。